# In the Lonely Hour Tour
In the Lonely Hour Tour è stato il primo tour musicale del cantante britannico Sam Smith, a supporto del suo primo album in studio In the Lonely Hour (2014).
Secondo le stime di Pollstar, il tour ha incassato $26.3 milioni da 62 concerti a fronte di 490 854 biglietti venduti.

## Scaletta
1. Life Support
2. Together
3. Leave Your Lover
4. I'm Not the Only One
5. I've Told You Now
6. Nirvana
7. Like I Can
8. Restart
9. Good Thing
10. Lay Me Down
11. My Funny Valentine (cover di Mitzi Green)
12. La La La
13. Money on My Mind / Finally (cover di CeCe Peniston)
14. Latch
15. Make It to Me
16. Stay with Me

## Date del tour
| Data              | Città                | Stato         | Luogo                            | Artista d'apertura | Biglietti venduti / Biglietti disponibili | Incasso      |
| Nord America      | Nord America         | Nord America  | Nord America                     | Nord America       | Nord America                              | Nord America |
| ----------------- | -------------------- | ------------- | -------------------------------- | ------------------ | ----------------------------------------- | ------------ |
| 9 gennaio 2015    | Atlanta              | Stati Uniti   | Fox Theatre                      | George Ezra        | 4.479 / 4.627                             | $284.098     |
| 10 gennaio 2015   | Nashville            | Stati Uniti   | Grand Ole Opry House             | George Ezra        | 4.263 / 4.263                             | $248.515     |
| 12 gennaio 2015   | Fairfax              | Stati Uniti   | Patriot Center                   | George Ezra        | 7.100 / 7.100                             | $389.892     |
| 13 gennaio 2015   | Filadelfia           | Stati Uniti   | Liacouras Center                 | George Ezra        | N.D.                                      | N.D.         |
| 15 gennaio 2015   | New York City        | Stati Uniti   | Madison Square Garden            | George Ezra        | 14.282 / 14.282                           | $757.230     |
| 17 gennaio 2015   | Boston               | Stati Uniti   | Agganis Arena                    | George Ezra        | 6.026 / 6.026                             | $382.318     |
| 19 gennaio 2015   | Montréal             | Canada        | Bell Centre                      | George Ezra        | 11.442 / 11.442                           | $633.685     |
| 20 gennaio 2015   | Toronto              | Canada        | Air Canada Centre                | George Ezra        | 13.446 / 13.446                           | $615.781     |
| 22 gennaio 2015   | Detroit              | Stati Uniti   | Masonic Temple Theatre           | George Ezra        | N.D.                                      | N.D.         |
| 23 gennaio 2015   | Chicago              | Stati Uniti   | UIC Pavilion                     | George Ezra        | 8.439 / 8.439                             | $597.803     |
| 24 gennaio 2015   | Saint Paul           | Stati Uniti   | Roy Wilkins Auditorium           | George Ezra        | N.D.                                      | N.D.         |
| 26 gennaio 2015   | Broomfield           | Stati Uniti   | 1stBank Center                   | George Ezra        | N.D.                                      | N.D.         |
| 29 gennaio 2015   | Inglewood            | Stati Uniti   | The Forum                        | George Ezra        | 25.769 / 25.769                           | $1.564.509   |
| 30 gennaio 2015   | Inglewood            | Stati Uniti   | The Forum                        | George Ezra        | 25.769 / 25.769                           | $1.564.509   |
| 31 gennaio 2015   | San Francisco        | Stati Uniti   | Bill Graham Civic Auditorium     | George Ezra        | 8.570 / 8.570                             | $471.350     |
| 4 febbraio 2015   | Vancouver            | Canada        | Rogers Arena                     | George Ezra        | N.D.                                      | N.D.         |
| Europa            |                      |               |                                  |                    |                                           |              |
| 1º marzo 2015     | Bruxelles            | Belgio        | Forest National                  | N.D.               | 8.095 / 8.400                             | $289.897     |
| 2 marzo 2015      | Amsterdam            | Paesi Bassi   | Heineken Music Hall              | Kwabs              | N.D.                                      | N.D.         |
| 4 marzo 2015      | Monaco di Baviera    | Germania      | Kesselhaus                       | Kwabs              | N.D.                                      | N.D.         |
| 5 marzo 2015      | Colonia              | Germania      | Palladium                        | Kwabs              | N.D.                                      | N.D.         |
| 7 marzo 2015      | Francoforte sul Meno | Germania      | Jahrhunderthalle                 | Kwabs              | N.D.                                      | N.D.         |
| 9 marzo 2015      | Milano               | Italia        | Alcatraz                         | Kwabs              | N.D.                                      | N.D.         |
| 10 marzo 2015     | Zurigo               | Svizzera      | X-Tra                            | Kwabs              | N.D.                                      | N.D.         |
| 16 marzo 2015     | Glasgow              | Regno Unito   | O2 Academy Glasgow               | Kwabs              | N.D.                                      | N.D.         |
| 17 marzo 2015     | Glasgow              | Regno Unito   | O2 Academy Glasgow               | Kwabs              | N.D.                                      | N.D.         |
| 19 marzo 2015     | Manchester           | Regno Unito   | O2 Apollo                        | Kwabs              | N.D.                                      | N.D.         |
| 20 marzo 2015     | Manchester           | Regno Unito   | O2 Apollo                        | Kwabs              | N.D.                                      | N.D.         |
| 22 marzo 2015     | Wolverhampton        | Regno Unito   | Wolverhampton Civic Hall         | Kwabs              | N.D.                                      | N.D.         |
| 23 marzo 2015     | Wolverhampton        | Regno Unito   | Wolverhampton Civic Hall         | Kwabs              | N.D.                                      | N.D.         |
| 25 marzo 2015     | Londra               | Regno Unito   | Brixton Academy                  | Kwabs              | N.D.                                      | N.D.         |
| 26 marzo 2015     | Londra               | Regno Unito   | Brixton Academy                  | Kwabs              | N.D.                                      | N.D.         |
| 27 marzo 2015     | Londra               | Regno Unito   | Brixton Academy                  | Kwabs              | N.D.                                      | N.D.         |
| Oceania           |                      |               |                                  |                    |                                           |              |
| 22 aprile 2015    | Auckland             | Nuova Zelanda | Vector Arena                     | Emma Louise        | N.D.                                      | N.D.         |
| 23 aprile 2015    | Auckland             | Nuova Zelanda | Vector Arena                     | Emma Louise        | N.D.                                      | N.D.         |
| 25 aprile 2015    | Brisbane             | Australia     | Riverstage                       | Emma Louise        | 8.799 / 8.799                             | $377.230     |
| 27 aprile 2015    | Sydney               | Australia     | Hordern Pavilion                 | Emma Louise        | N.D.                                      | N.D.         |
| Europa            |                      |               |                                  |                    |                                           |              |
| 3 luglio 2015     | Suffolk              | Regno Unito   | Thetford Forest                  | N.D.               | N.D.                                      | N.D.         |
| 5 luglio 2015     | Arras                | Francia       | Grand'Place                      | N.D.               | N.D.                                      | N.D.         |
| 8 luglio 2015     | Locarno              | Svizzera      | Piazza Grande                    | N.D.               | N.D.                                      | N.D.         |
| 11 luglio 2015    | Lisbona              | Portogallo    | Passeio Marítimo de Algés        | N.D.               | N.D.                                      | N.D.         |
| 12 luglio 2015    | Strathallan          | Regno Unito   | Strathallan Castle               | N.D.               | N.D.                                      | N.D.         |
| Nord America      |                      |               |                                  |                    |                                           |              |
| 17 luglio 2015    | Louisville           | Stati Uniti   | Louisville Waterfront Park       | N.D.               | N.D.                                      | N.D.         |
| 18 luglio 2015    | Charlotte            | Stati Uniti   | Time Warner Cable Arena          | Gavin James        | N.D.                                      | N.D.         |
| 20 luglio 2015    | Miami                | Stati Uniti   | American Airlines Arena          | Gavin James        | 11.829 / 11.829                           | $831.443     |
| 21 luglio 2015    | Tampa                | Stati Uniti   | Amalie Arena                     | Gavin James        | 9.019 / 9.019                             | $530.894     |
| 23 luglio 2015    | Raleigh              | Stati Uniti   | PNC Arena                        | Gavin James        | N.D.                                      | N.D.         |
| 24 luglio 2015    | Columbia             | Stati Uniti   | Merriweather Post Pavilion       | Gavin James        | N.D.                                      | N.D.         |
| 26 luglio 2015    | Oro-Medonte          | Canada        | Burl's Creek Event Grounds       | N.D.               | N.D.                                      | N.D.         |
| 27 luglio 2015    | Cleveland            | Stati Uniti   | Wolstein Center                  | Gavin James        | N.D.                                      | N.D.         |
| 30 luglio 2015    | St. Louis            | Stati Uniti   | Chaifetz Arena                   | Gavin James        | 7.748 / 7.748                             | $512.052     |
| 1º agosto 2015    | Chicago              | Stati Uniti   | Grant Park                       | N.D.               | N.D.                                      | N.D.         |
| 4 agosto 2015     | Morrison             | Stati Uniti   | Red Rocks Amphitheater           | Gavin James        | N.D.                                      | N.D.         |
| 7 agosto 2015     | Squamish             | Canada        | Logger Sports Grounds            | N.D.               | N.D.                                      | N.D.         |
| 8 agosto 2015     | George               | Stati Uniti   | The Gorge Amphitheatre           | Gavin James        | N.D.                                      | N.D.         |
| 11 agosto 2015    | San Diego            | Stati Uniti   | Valley View Casino Center        | Gavin James        | N.D.                                      | N.D.         |
| 14 agosto 2015    | Houston              | Stati Uniti   | Toyota Center                    | Gavin James        | 11.379 / 11.379                           | $748.893     |
| 15 agosto 2015    | Austin               | Stati Uniti   | Frank Erwin Center               | Gavin James        | 10.009 / 10.009                           | $646.383     |
| 17 agosto 2015    | Grand Prairie        | Stati Uniti   | Verizon Theatre                  | Gavin James        | N.D.                                      | N.D.         |
| Europa            |                      |               |                                  |                    |                                           |              |
| 22 agosto 2015    | Chelmsford           | Regno Unito   | Hylands Park                     | N.D.               | N.D.                                      | N.D.         |
| 23 agosto 2015    | Staffordshire        | Regno Unito   | Weston Park                      | N.D.               | N.D.                                      | N.D.         |
| 4 settembre 2015  | Stradbally           | Irlanda       | Stradbally Hall                  | N.D.               | N.D.                                      | N.D.         |
| 12 settembre 2015 | Madrid               | Spagna        | Università Complutense di Madrid | N.D.               | N.D.                                      | N.D.         |
| 13 settembre 2015 | Berlino              | Germania      | Aeroporto di Berlino-Tempelhof   | N.D.               | N.D.                                      | N.D.         |
| Nord America      |                      |               |                                  |                    |                                           |              |
| 22 settembre 2015 | Città del Messico    | Messico       | Auditorio Nacional               | N.D.               | 19.948 / 20.677                           | $1.182.597   |
| 23 settembre 2015 | Città del Messico    | Messico       | Auditorio Nacional               | N.D.               | 19.948 / 20.677                           | $1.182.597   |
| Sud America       |                      |               |                                  |                    |                                           |              |
| 26 settembre 2015 | Rio de Janeiro       | Brasile       | Cidade do Rock                   | N.D.               | N.D.                                      | N.D.         |
| Nord America      |                      |               |                                  |                    |                                           |              |
| 30 settembre 2015 | Glendale             | Stati Uniti   | Gila River Arena                 | Gavin James        | N.D.                                      | N.D.         |
| 2 ottobre 2015    | West Valley City     | Stati Uniti   | Maverik Center                   | Gavin James        | 9.018 / 9.934                             | $519.459     |
| 5 ottobre 2015    | Columbus             | Stati Uniti   | Schottenstein Center             | Gavin James        | N.D.                                      | N.D.         |
| 6 ottobre 2015    | Raleigh              | Stati Uniti   | PNC Arena                        | Gavin James        | N.D.                                      | N.D.         |
| Asia              |                      |               |                                  |                    |                                           |              |
| 21 novembre 2015  | Manila               | Filippine     | Mall of Asia Arena               | N.D.               | N.D.                                      | N.D.         |
| 24 novembre 2015  | Tokyo                | Giappone      | Yoyogi National Gymnasium        | N.D.               | N.D.                                      | N.D.         |
| 25 novembre 2015  | Kōbe                 | Giappone      | World Memorial Hall              | N.D.               | N.D.                                      | N.D.         |
| Oceania           |                      |               |                                  |                    |                                           |              |
| 28 novembre 2015  | Perth                | Australia     | Perth Arena                      | Emma Louise        | 11.171 / 12.141                           | $620.008     |
| 1º dicembre 2015  | Adelaide             | Australia     | Adelaide Entertainment Centre    | Emma Louise        | N.D.                                      | N.D.         |
| 4 dicembre 2015   | Sydney               | Australia     | Sydney Entertainment Centre      | Emma Louise        | 22.660 / 22.660                           | $1.276.560   |
| 5 dicembre 2015   | Sydney               | Australia     | Sydney Entertainment Centre      | Emma Louise        | 22.660 / 22.660                           | $1.276.560   |
| 8 dicembre 2015   | Melbourne            | Australia     | Rod Laver Arena                  | Emma Louise        | N.D.                                      | N.D.         |
| 9 dicembre 2015   | Melbourne            | Australia     | Rod Laver Arena                  | Emma Louise        | N.D.                                      | N.D.         |
| 12 dicembre 2015  | Brisbane             | Australia     | Brisbane Entertainment Centre    | Emma Louise        | 8.484 / 9.000                             | $531.712     |
| Totale            | Totale               | Totale        | Totale                           | Totale             | 241.975 / 245.559 (98.5%)                 | $13.480.567  |

### Cancellazioni
Diverse date in Giappone, Stati Uniti ed Europa sono state cancellate a causa di un'emorragia alle corde vocali del cantante.